# 2003년 4월
| 2003년: 1월 · 2월 · 3월 · 4월 · 5월 · 6월 · 7월 · 8월 · 9월 · 10월 · 11월 · 12월 |

| <          | 2003년 4월 | 2003년 4월  | 2003년 4월 | 2003년 4월 | 2003년 4월 | >          |
| 일         | 월         | 화          | 수         | 목         | 금         | 토         |
|            |            | 1 2.30 갑진 | 2 3.1 을사 | 3 2 병오   | 4 3 정미   | 5 4 무신   |
| 6 5 기유   | 7 6 경술   | 8 7 신해    | 9 8 임자   | 10 9 계축  | 11 10 갑인 | 12 11 을묘 |
| 13 12 병진 | 14 13 정사 | 15 14 무오  | 16 15 기미 | 17 16 경신 | 18 17 신유 | 19 18 임술 |
| 20 19 계해 | 21 20 갑자 | 22 21 을축  | 23 22 병인 | 24 23 정묘 | 25 24 무진 | 26 25 기사 |
| 27 26 경오 | 28 27 신미 | 29 28 임신  | 30 29 계유 |            |            |            |

| 편집하기 |

## 2003년4월 27일
- 아르헨티나에서 카를로스 메넴과 네스토르 키르치네르가 대결한 대통령 선거 2차 투표에서 메넴이 24.14%, 키르치네르가 22.04%의 지지를 얻었다.

## 2003년4월 26일
- 국제 우주 정거장의 보급을 위해 2명의 우주비행사가 탑승한 소유스 우주선이 발사되다.

## 2003년4월 14일
- 이라크 전쟁: 마지막 주요 도시인 티크리트(ar)가 함락되다.

## 2003년4월 12일
- 헝가리에서 유럽 연합 가입을 위한 국민 투표가 실시되다. 찬성이 84%에 달한 반면, 기권도 55%에 달하였다.

## 2003년4월 10일
- 에어프랑스와 영국 항공이 초음속 여객기 콩코드의 운항을 종료할 것을 발표하다. 에어프랑스는 2003년 5월까지, 영국 항공은 2003년 10월까지 운항하게 된다.

## 2003년4월 9일
- 이라크 전쟁: 미군, 영국군이 바그다드를 함락시키다.
- 유럽 의회가 유럽 연합에 새로 가입하려는 나라들에 대한 투표를 실시했다. 결과적으로 에스토니아, 라트비아, 리투아니아, 폴란드, 체코, 슬로바키아, 헝가리, 슬로베니아, 키프로스, 몰타의 10개국이 2004년에 가입하게 되었다.

## 2003년4월 3일
- 프랑스에서 연금제 개악을 반대하며 파업과 시위가 전국적으로 일어나다.